# Galaxian (système d'arcade)
Pour le jeu vidéo portant le même nom, voir Galaxian.
Le Galaxian est un système d'arcade, destiné aux salles d'arcade, créé par la société Namco en 1979.

## Description
Dès l'année suivante du lancement de son premier système, Namco lance un nouveau matériel, l'enorme succès Galaxian en 1980, du nom jeu à succès qui sortira dessus (Namco utilisera cette façon de nommer ses plates-formes arcade jusqu'à l'apparition du terme system suivit d'un chiffre avec son System 1 qui verra le jour en 1987).
Le mythique et incontournable en arcade Zilog Z80 fait son apparition chez Namco en tant que processeur central et pour le son des circuits discrets pour le jeu Galaxian, King and Balloon utilise en plus des circuits DAC.
Galaxian devint un énorme succès et un jeu culte qui marquera l'histoire du jeu vidéo d'arcade.

## Spécifications techniques

### Processeur
- Processeur central : Zilog Z80 cadencé à 2,048 MHz

### Affichage
- Résolution : 224 × 768
- Palette de 32 couleurs

### Audio
- Circuit discret
- Circuits audio DAC
- Capacité audio : Mono

## Liste des jeux
| Titre            | Développeur | Éditeur | Genre | Année |
| ---------------- | ----------- | ------- | ----- | ----- |
| Galaxian         | Namco       | Namco   |       | 1979  |
| King and Balloon | Namco       | Namco   |       | 1980  |
| UniWar S         | Irem        | Irem    |       | 1980  |